# Graincourt-lès-Havrincourt
Graincourt-lès-Havrincourt är en kommun i departementet Pas-de-Calais i regionen Hauts-de-France i norra Frankrike. Kommunen ligger i kantonen Marquion som tillhör arrondissementet Arras. År 2022 hade Graincourt-lès-Havrincourt 644 invånare.

## Befolkningsutveckling
Antalet invånare i kommunen Graincourt-lès-Havrincourt
| Referens: INSEE |